# 민속주
민속주(民俗酒)는 예로부터 특정 지방에서 전해 내려오는 독특한 제조법으로 만들어지는 한국의 술이다.

## 종류
약주
약주에는 소곡주·백하주·부의주·두견주·청명주·삼해주·백일주·법주 등이 있다.
소주
소주에는 안동소주·찹쌀소주·밀소주 등이 있다. 
막걸리
막걸리에는 이화주·사절주·산성막걸리·합주·모주 등이 있다. 
혼성주
혼성주에는 이강고·관서감흥로 등이 있다. 